# Maxwell Black
Maxwell Hopper Black (ur. 3 marca 2003) – amerykański zapaśnik walczący w stylu klasycznym. 
Złoty medalista mistrzostw panamerykańskich w 2025. Trzeci na mistrzostwach panamerykańskich juniorów w 2022 roku. 
Zawodnik Douglas County High School i Northern Michigan University.